# П'єтро Метастазіо
П'єтро Метастазіо (справжнє прізвище — італ. Pietro Antonio Domenico Trapassi; 3 січня 1698, Рим, Папська область — 12 квітня 1782, Відень, Австрійська імперія) — італійський поет і драматург-лібреттист.

## Життєпис

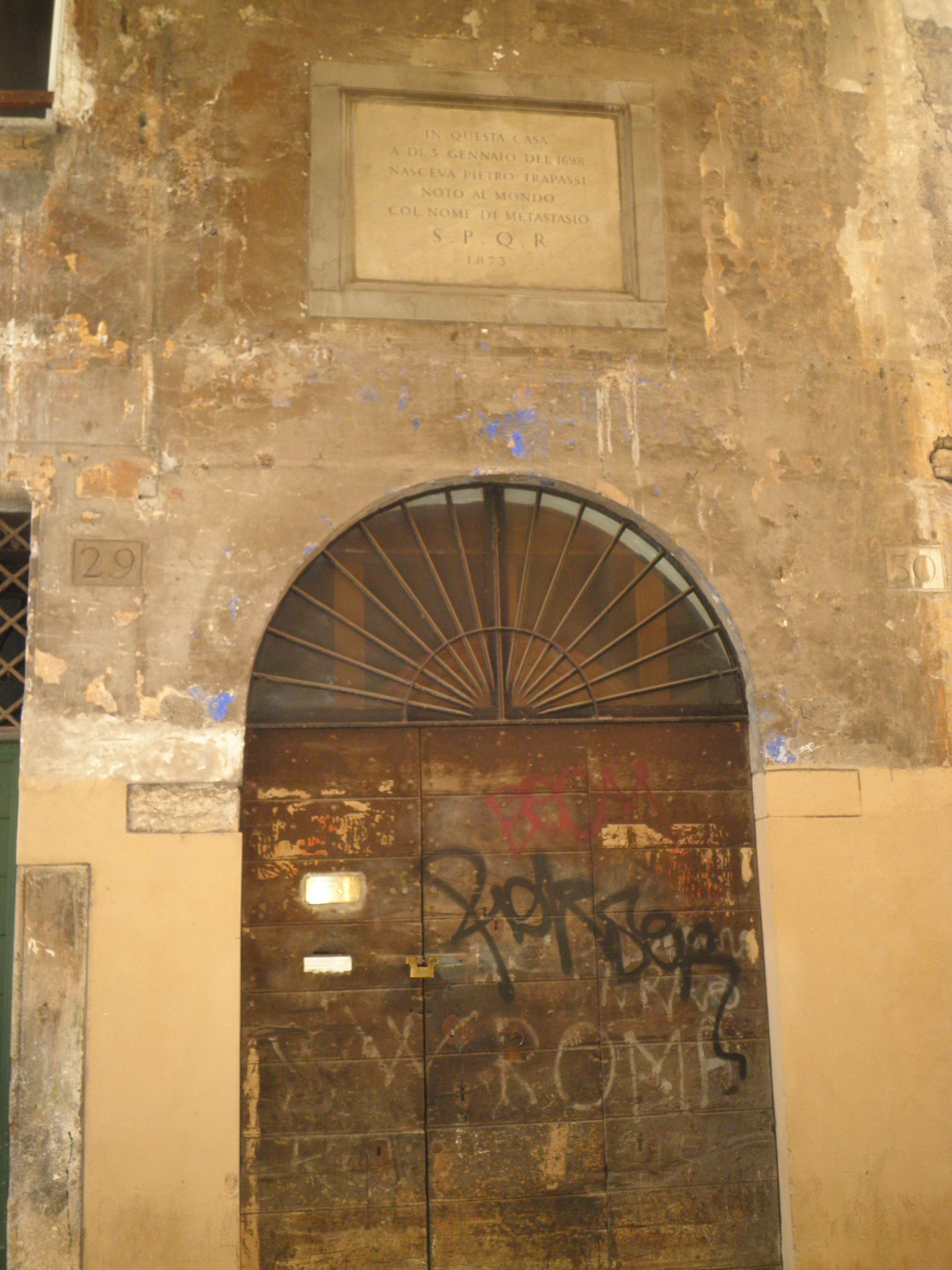
Дім, де народився. Віа Каппелларі, Рим

З 1730 року — придворний поет у Відні. Створив класичні зразки оперного лібрето в жанрі опери-серіа. Майже всі композитори XVIII століття, що писали на історичні й міфологічні сюжети, а також пасторалі, серенади, кантати, використовували тексти Метастазіо. Його праці відмічені піднесеністю художніх образів, тонкою передачею ліричних станів героїв, поетичною вишуканістю мови і композиційною стрункістю.

## Праці
Серед його 27 оперних лібрето (dramma per musica), неодноразово втілених в музиці:
- «Покинута Дідона» (1724),
- «Сирой, цар перський» (1726),
- «Аецій» (1728),
- «Олександр в Індії» (1729),
- «Артаксеркс» (1730),
- «Деметрій» (1731),
- «Демофонт» (1733),
- «Милосердя Тіта» (1734),
- «Кір» (1736),
- «Фемістокл» (1736),
- «Антигін» (1743),
- «Цар-пастух» (1751).